# Estë

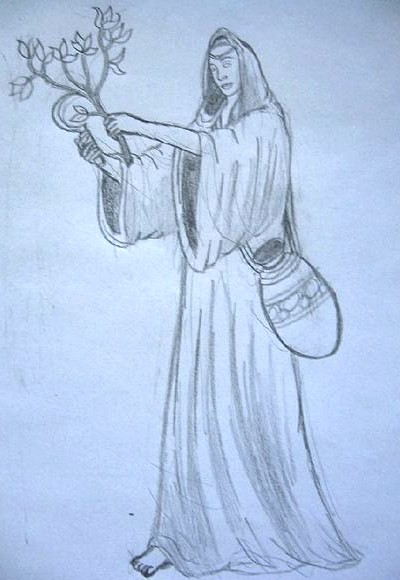
Gregor Roffalski - Estë

Estë je jednou z Valier, sedmi královen Valar. Sídlí uprostřed jezera Lórellin, v Lórienových zahradách, jejichž ochránce a pán je její choť. Nosí šedé roucho a jejím darem je hojivý spánek.

## Jméno
- říkají jí Uzdravitelka
- její jméno znamená „odpočinek”